# Yin E
Yin E (chinois : 尹鹗 ; chinois traditionnel : 尹鶚 ; pinyin : Yǐn È ; Wade : Yin E) est un poète de l’école poétique Parmi les fleurs (Huajian). Ses dates de naissance et de mort sont inconnues. Peu d’informations existent à son sujet. Il naît vers 896 à Chengdu (Sichuan). On estime qu’il a vécu de la fin de la dynastie Tang à la période des Cinq Dynasties et Dix Royaumes, approximativement pendant l’ère Qianning de l’empereur Zhaozong des Tang. Il sert sous le dernier empereur du Shu antérieur Wang Yan en tant que rédacteur à l’Académie Hanlin. Il atteint progressivement le rang de vice-ministre (参卿), un poste de fonctionnaire supérieur dans l’administration impériale,.
Il est dit qu’il a un esprit humoristique et il fait partie du groupe qualifié de poètes floraux.

## Poésie
Yin E est surtout connu pour sa création poétique et ses ci. Son amitié avec le poète Li Xun est connue dans les cercles littéraires de l’époque. Son style se rapproche de celui de Liu Yong ce qui lui confère une certaine influence dans le milieu culturel de son temps. Bien que les détails spécifiques de sa vie ne soient pas bien connus, les œuvres poétiques qu’il a laissées nous fournissent des informations précieuses pour comprendre sa vie et ses pensées. Il fait partie du groupe des poètes floraux. Il est également une figure précieuse dans l’importante anthologie de ci qu’est le Recueil parmi les fleurs. Ses poèmes sont principalement de courtes formes lyriques.
Dix-sept de ses œuvres subsistent aujourd’hui. Elles sont réparties ainsi : 
- six ci (cinq airs utilisés) dans le Recueil parmi les fleurs, volume 9[2],[5] p. 215. Ces six ci ont entre huit et douze vers maximum.

- onze poèmes dans le Zunqian Ji (樽前集) (Le Recueil devant la Coupe).

Wang Guowei (1877-1927) a aussi compilé un volume intitulé 尹参卿词 (Les poèmes "ci" du vice-ministre Yin).

## Poème
Le poème ci-dessous est probablement l'un des plus connus de Yin E. Il se trouve dans le Recueil parmi les fleurs, volume 9, à la page 177. Il parle de nostalgie, de la beauté des paysages. Il est possible de qualifier ce texte de « poésie des frontières ».

### Le nuage sombre de Long(隴雲暗)
| Chinois 隴雲暗合秋天白， 俯窗獨坐窺煙陌。 樓際角重吹， 黃昏方醉歸。 | Traduction libre Le nuage sombre de Long se fond dans le blanc du ciel automnal, Seul, j’épie par la fenêtre les chemins brumeux. Le vent souffle lourdement à l’angle des tours, Au crépuscule, je rentre légèrement ivre. |
| 荒唐難共語， 明日還應去。 上馬出門時， 金鞭莫與伊。                 | Il est vain de partager des paroles insensées, Demain il faudra encore partir. Au moment de monter à cheval et de franchir la porte, Ne lui remets pas la cravache dorée.                                                   |